# Pont de Molins
Pour les articles homonymes, voir Molins.
Pont de Molins est une commune d'Espagne dans la communauté autonome de Catalogne, province de Gérone, de la comarque d'Alt Empordà

## Géographie
Pont de Molins est un petit village situé dans le nord de la Catalogne, non loin de la frontière française.

## Histoire
- 17-20 novembre 1794 : bataille de la Sierra Negra durant la guerre du Roussillon

## Démographie
| 1991 | 1996 | 2001 | 2004 |
| ---- | ---- | ---- | ---- |
| 260  | 432  | 438  | 450  |